# Santiago Manguán
Santiago Manguán (Caleruega, 25 de julio de 1941-Burgos, 30 de enero de 2022) fue un atleta español.

## Carrera deportiva
Antes de cumplir un año su familia se traslada a Aranda de Duero, donde vivió durante casi toda su vida. Su carrera deportiva estuvo dedicada a los maratones y grandes fondos, aunque también corrió en algún cross y en 3000, 5000 y 10 000 metros lisos.
Representó a España en los Juegos Olímpicos de Montreal (1976). Posee la mejor marca española, siendo campeón de España de 30 km. Fue campeón de maratón en España (1972 y 1977) y subcampeón (1974 y 1978). Fue vencedor de cross en Israel (1987) y del maratón en Suecia (1986), sin contar los muchos maratones locales en los que participó.
En su pueblo natal organizaba, durante las fiestas estivales, el conocido Cross Popular de Santiago Manguán en el que participa no solo la gente del pueblo, sino profesionales de localidades cercanas.
Donó numerosos trofeos al Ayuntamiento de Caleruega, con los que se ha creado en una sala del consistorio el Museo Santiago Manguán.
Participó como entrenador y juez de atletismo. Durante sus muchos años como entrenador consiguió que sus pupilos llegasen a lo más alto. Como ejemplo, la primera posición femenina en el maratón del Campeonato de Castilla y León, en Cacabelos (León), en el año 2000. Fue ojeador de atletas, siendo alguno de aquellos niños futuros olímpicos en Sídney (2000), Atenas (2004), Pekín (2008) y los Londres (2012).
Fue un gran animador para que muchos de sus seguidores se dedicasen al mundo del atletismo en diferentes categorías, disciplinas y ocupaciones (jueces de atletismo, participantes en orientación atlética, escuela municipal de atletismo en Aranda de Duero, etc.).
Su contribución al mundo del deporte fue más allá del atletismo, haciendo colaboraciones en el balonmano, la orientación, carrera de montaña y aeróbic.
En el momento de su fallecimiento era directivo del equipo Villa de Aranda de balonmano.
Falleció el 30 de enero de 2022, en el HUBU, donde fue ingresado tras sufrir un derrame cerebral.

## Reconocimientos
- En 2013 fue nombrado pregonero de las fiestas de Aranda de Duero.
- En 2017 recibió el homenaje del Comité Olímpico Español por su participación en los juegos de Montreal.[8]
- En 2019 se presentó una iniciativa en Aranda de Duero para dar su nombre a las pistas de atletismo de esa localidad.[9]
- En 2021 recibió un homenaje por parte del Club Villa de Aranda.[6]